# The Dream of the Blue Turtles
A The Dream of the Blue Turtles Sting első szólóalbuma. 1985-ben, egy évvel a The Police feloszlása után adták ki. Az album 10 dalt tartalmaz, megmutatja, hogy Sting megállja a helyét a zenében, akár jazz-ről, akár klasszikus zenéről legyen szó. Sting azt akarta, hogy a rajongók ne csak úgy tekintsenek rá, mint a The Police együttes egyik tagjára, ezért szándékosan választott más műfajt, mint amit a The Police képviselt.
Az album Sting legerősebb politikai dalait tartalmazza, mint például a Russians, amely a hidegháborúról szól, a Children's Crusade, amely összehasonlítja az első világháborúban elpusztult fiatal generációt a mai korral, amikor is a heroin pusztítja a fiatalokat Angliában.
A We Work the Black Seam című dal az 1984-85-ös angliai bányászsztrájkról szól.
Az albumon megtalálható az If You Love Somebody Set Them Free, amely az első önálló sikerdala, a Shadows in the Rain, amely egy átdolgozott Police-dal és a Moon over Bourbon Street, amelyet Anne Rice könyve, az Interjú a vámpírral inspirált.

## Dalok listája
A-oldal 
| #  | Cím                                | Szövegíró        | Producer           | Hossz |
| -- | ---------------------------------- | ---------------- | ------------------ | ----- |
| 1. | If You Love Somebody Set Them Free | Sting            | Sting, Peter Smith | 4:14  |
| 2. | Love Is the Seventh Wave           | Sting            | Sting, Peter Smith | 3:30  |
| 3. | Russians                           | Prokofjev, Sting | Sting, Peter Smith | 3:57  |
| 4. | Children's Crusade                 | Sting            |                    | 5:00  |
| 5. | Shadows in the Rain                | Sting            |                    | 4:56  |

B-oldal
| #  | Cím                           | Szövegíró | Producer           | Hossz |
| -- | ----------------------------- | --------- | ------------------ | ----- |
| 1. | We Work The Black Seam        | Sting     |                    | 5:40  |
| 2. | Consider Me Gone              | Sting     |                    | 4:21  |
| 3. | The Dream of the Blue Turtles | Sting     |                    | 1:15  |
| 4. | Moon Over Bourbon Street      | Sting     |                    | 3:59  |
| 5. | Fortress Around Your Heart    | Sting     | Sting, Peter Smith | 4:48  |

## Helyezések
| Slágerlista (1985/86)           | Legmagasabb helyezés |
| ------------------------------- | -------------------- |
| Ausztrália Kent Music Report    | 1                    |
| Ausztria album lista            | 13                   |
| Kanada RPM Magazin              | 4                    |
| Hollandia album lista           | 1                    |
| Franciaország                   | 4                    |
| Olaszország album lista         | 1                    |
| Japán Oricon album lista        | 9                    |
| Új-Zéland album lista           | 4                    |
| Norvégia album lista            | 4                    |
| Svédország album lista          | 5                    |
| Svájc album lista               | 6                    |
| Egyesült Királyság album lista  | 3                    |
| Amerika Billboard 200 lista     | 2                    |
| Németország Media Control lista | 4                    |

| Slágerlista (1985)                     | Helyezés |
| -------------------------------------- | -------- |
| Ausztrália Top 25 album lista 1985-ben | 18       |
| Kanada RPM Magazin                     | 12       |
| Franciaország album lista              | 5        |
| Olaszország album lista                | 2        |
| Japán album lista                      | 71       |
| Svájc album lista                      | 27       |
| Egyesült Királyság album lista         | 37       |
| Amerika Billboard 200 lista            | 50       |
| Slágerlista (1986)                     | Helyezés |
| Ausztrália Top 25 album 1986-ban       | 7        |
| Kanada album lista                     | 71       |
| UK album lista                         | 41       |
| U.S. Billboard 200 lista               | 33       |

### Évtized végi listák
| Slágerlista (1980-89)                | Helyezés |
| ------------------------------------ | -------- |
| Ausztrália Top 40 album 1980-1989-ig | 32       |

## Minősítések
| Ország             | Minősítés (ha van) | Eladások  |
| ------------------ | ------------------ | --------- |
| Kanada             | platina            | 100,000   |
| Franciaország      | platina            | 551,100   |
| Németország        | platina            | 500,000   |
| Egyesült Királyság | 2x platina         | 600,000   |
| Amerika            | 3x platina         | 3,000,000 |

## Kislemezek
| Megjelenés dátuma | Kislemez címe                      | Kislemez címe                      | Kislemez címe                      | Kislemez címe                      | Kislemez címe                      | Kislemez címe                      | Kislemez címe                      | Kislemez címe                      | Kislemez címe                      | Kislemez címe                      | Kislemez címe                      | Kislemez címe                      | Kislemez címe                      | Kislemez címe                      | Kislemez címe                      | Kislemez címe                      | Kislemez címe                      | Kislemez címe                      | Kislemez címe                      | Kislemez címe                      | Kislemez címe                      | Kislemez címe                      | Kislemez címe                      | Kislemez címe                      | Kislemez címe                      | Kislemez címe                      | Kislemez címe                      | Kislemez címe                      | Kislemez címe                      | Kislemez címe                      | Kislemez címe                      | Kislemez címe                      | Kislemez címe                      | Kislemez címe                      | Kislemez címe                      | Kislemez címe                      | Kislemez címe                      | Kislemez címe                      | Kislemez címe                      | Kislemez címe                      | Kislemez címe                      | Kislemez címe                      | Kislemez címe                      | Kislemez címe                      | Kislemez címe                      | Kislemez címe                      | Kislemez címe                      | Kislemez címe                      | Kislemez címe                      | Kislemez címe                      | Kislemez címe                      | Kislemez címe                      | Kislemez címe                      | Kislemez címe                      | Kislemez címe                      | Kislemez címe                      | Kislemez címe                      | Kislemez címe                      | Kislemez címe                      | Kislemez címe                      | Kislemez címe                      | Kislemez címe                      | Kislemez címe                      | Kislemez címe                      | Kislemez címe                      | Kislemez címe                      | Kislemez címe                      | Kislemez címe                      | Kislemez címe                      | Kislemez címe                      | Kislemez címe                      | Kislemez címe                      | Kislemez címe                      | Kislemez címe                      | Kislemez címe                      | Kislemez címe                      | Kislemez címe                      | Kislemez címe                      | Kislemez címe                      | Kislemez címe                      | Kislemez címe                      | Kislemez címe                      | Kislemez címe                      | Kislemez címe                      | Kislemez címe                      | Kislemez címe                      | Kislemez címe                      | Kislemez címe                      | Kislemez címe                      | Kislemez címe                      | Kislemez címe                      | Kislemez címe                      | Kislemez címe                      | Kislemez címe                      | Kislemez címe                      | Kislemez címe                      | Kislemez címe                      | Kislemez címe                      | Kislemez címe                      | Kislemez címe                      | Kislemez címe                      | Kislemez címe                      | Kislemez címe                      | Kislemez címe                      | Kislemez címe                      | Kislemez címe                      | Kislemez címe                      | Kislemez címe                      | Kislemez címe                      | Kislemez címe                      | Kislemez címe                      | Kislemez címe                      | Kislemez címe                      | Kislemez címe                      | Kislemez címe                      | Kislemez címe                      | Kislemez címe                      | Kislemez címe                      | Kislemez címe                      | Kislemez címe                      | Kislemez címe                      | Kislemez címe                      | Kislemez címe                      | Kislemez címe                      | Kislemez címe                      | Kislemez címe                      | Kislemez címe                      | Kislemez címe                      | Kislemez címe                      | Kislemez címe                      | Kislemez címe                      | Kislemez címe                      | Kislemez címe                      | Kislemez címe                      | Kislemez címe                      | UK Helyezések | USA Hot 100 Helyezések | Franciaország Helyezések |
| ----------------- | ---------------------------------- | ---------------------------------- | ---------------------------------- | ---------------------------------- | ---------------------------------- | ---------------------------------- | ---------------------------------- | ---------------------------------- | ---------------------------------- | ---------------------------------- | ---------------------------------- | ---------------------------------- | ---------------------------------- | ---------------------------------- | ---------------------------------- | ---------------------------------- | ---------------------------------- | ---------------------------------- | ---------------------------------- | ---------------------------------- | ---------------------------------- | ---------------------------------- | ---------------------------------- | ---------------------------------- | ---------------------------------- | ---------------------------------- | ---------------------------------- | ---------------------------------- | ---------------------------------- | ---------------------------------- | ---------------------------------- | ---------------------------------- | ---------------------------------- | ---------------------------------- | ---------------------------------- | ---------------------------------- | ---------------------------------- | ---------------------------------- | ---------------------------------- | ---------------------------------- | ---------------------------------- | ---------------------------------- | ---------------------------------- | ---------------------------------- | ---------------------------------- | ---------------------------------- | ---------------------------------- | ---------------------------------- | ---------------------------------- | ---------------------------------- | ---------------------------------- | ---------------------------------- | ---------------------------------- | ---------------------------------- | ---------------------------------- | ---------------------------------- | ---------------------------------- | ---------------------------------- | ---------------------------------- | ---------------------------------- | ---------------------------------- | ---------------------------------- | ---------------------------------- | ---------------------------------- | ---------------------------------- | ---------------------------------- | ---------------------------------- | ---------------------------------- | ---------------------------------- | ---------------------------------- | ---------------------------------- | ---------------------------------- | ---------------------------------- | ---------------------------------- | ---------------------------------- | ---------------------------------- | ---------------------------------- | ---------------------------------- | ---------------------------------- | ---------------------------------- | ---------------------------------- | ---------------------------------- | ---------------------------------- | ---------------------------------- | ---------------------------------- | ---------------------------------- | ---------------------------------- | ---------------------------------- | ---------------------------------- | ---------------------------------- | ---------------------------------- | ---------------------------------- | ---------------------------------- | ---------------------------------- | ---------------------------------- | ---------------------------------- | ---------------------------------- | ---------------------------------- | ---------------------------------- | ---------------------------------- | ---------------------------------- | ---------------------------------- | ---------------------------------- | ---------------------------------- | ---------------------------------- | ---------------------------------- | ---------------------------------- | ---------------------------------- | ---------------------------------- | ---------------------------------- | ---------------------------------- | ---------------------------------- | ---------------------------------- | ---------------------------------- | ---------------------------------- | ---------------------------------- | ---------------------------------- | ---------------------------------- | ---------------------------------- | ---------------------------------- | ---------------------------------- | ---------------------------------- | ---------------------------------- | ---------------------------------- | ---------------------------------- | ---------------------------------- | ---------------------------------- | ---------------------------------- | ---------------------------------- | ---------------------------------- | ---------------------------------- | ---------------------------------- | ---------------------------------- | ---------------------------------- | ---------------------------------- | ------------- | ---------------------- | ------------------------ |
| 1985. június 1.   | If You Love Somebody Set Them Free | If You Love Somebody Set Them Free | If You Love Somebody Set Them Free | If You Love Somebody Set Them Free | If You Love Somebody Set Them Free | If You Love Somebody Set Them Free | If You Love Somebody Set Them Free | If You Love Somebody Set Them Free | If You Love Somebody Set Them Free | If You Love Somebody Set Them Free | If You Love Somebody Set Them Free | If You Love Somebody Set Them Free | If You Love Somebody Set Them Free | If You Love Somebody Set Them Free | If You Love Somebody Set Them Free | If You Love Somebody Set Them Free | If You Love Somebody Set Them Free | If You Love Somebody Set Them Free | If You Love Somebody Set Them Free | If You Love Somebody Set Them Free | If You Love Somebody Set Them Free | If You Love Somebody Set Them Free | If You Love Somebody Set Them Free | If You Love Somebody Set Them Free | If You Love Somebody Set Them Free | If You Love Somebody Set Them Free | If You Love Somebody Set Them Free | If You Love Somebody Set Them Free | If You Love Somebody Set Them Free | If You Love Somebody Set Them Free | If You Love Somebody Set Them Free | If You Love Somebody Set Them Free | If You Love Somebody Set Them Free | If You Love Somebody Set Them Free | If You Love Somebody Set Them Free | If You Love Somebody Set Them Free | If You Love Somebody Set Them Free | If You Love Somebody Set Them Free | If You Love Somebody Set Them Free | If You Love Somebody Set Them Free | If You Love Somebody Set Them Free | If You Love Somebody Set Them Free | If You Love Somebody Set Them Free | If You Love Somebody Set Them Free | If You Love Somebody Set Them Free | If You Love Somebody Set Them Free | If You Love Somebody Set Them Free | If You Love Somebody Set Them Free | If You Love Somebody Set Them Free | If You Love Somebody Set Them Free | If You Love Somebody Set Them Free | If You Love Somebody Set Them Free | If You Love Somebody Set Them Free | If You Love Somebody Set Them Free | If You Love Somebody Set Them Free | If You Love Somebody Set Them Free | If You Love Somebody Set Them Free | If You Love Somebody Set Them Free | If You Love Somebody Set Them Free | If You Love Somebody Set Them Free | If You Love Somebody Set Them Free | If You Love Somebody Set Them Free | If You Love Somebody Set Them Free | If You Love Somebody Set Them Free | If You Love Somebody Set Them Free | If You Love Somebody Set Them Free | If You Love Somebody Set Them Free | If You Love Somebody Set Them Free | If You Love Somebody Set Them Free | If You Love Somebody Set Them Free | If You Love Somebody Set Them Free | If You Love Somebody Set Them Free | If You Love Somebody Set Them Free | If You Love Somebody Set Them Free | If You Love Somebody Set Them Free | If You Love Somebody Set Them Free | If You Love Somebody Set Them Free | If You Love Somebody Set Them Free | If You Love Somebody Set Them Free | If You Love Somebody Set Them Free | If You Love Somebody Set Them Free | If You Love Somebody Set Them Free | If You Love Somebody Set Them Free | If You Love Somebody Set Them Free | If You Love Somebody Set Them Free | If You Love Somebody Set Them Free | If You Love Somebody Set Them Free | If You Love Somebody Set Them Free | If You Love Somebody Set Them Free | If You Love Somebody Set Them Free | If You Love Somebody Set Them Free | If You Love Somebody Set Them Free | If You Love Somebody Set Them Free | If You Love Somebody Set Them Free | If You Love Somebody Set Them Free | If You Love Somebody Set Them Free | If You Love Somebody Set Them Free | If You Love Somebody Set Them Free | If You Love Somebody Set Them Free | If You Love Somebody Set Them Free | If You Love Somebody Set Them Free | If You Love Somebody Set Them Free | If You Love Somebody Set Them Free | If You Love Somebody Set Them Free | If You Love Somebody Set Them Free | If You Love Somebody Set Them Free | If You Love Somebody Set Them Free | If You Love Somebody Set Them Free | If You Love Somebody Set Them Free | If You Love Somebody Set Them Free | If You Love Somebody Set Them Free | If You Love Somebody Set Them Free | If You Love Somebody Set Them Free | If You Love Somebody Set Them Free | If You Love Somebody Set Them Free | If You Love Somebody Set Them Free | If You Love Somebody Set Them Free | If You Love Somebody Set Them Free | If You Love Somebody Set Them Free | If You Love Somebody Set Them Free | If You Love Somebody Set Them Free | If You Love Somebody Set Them Free | If You Love Somebody Set Them Free | If You Love Somebody Set Them Free | If You Love Somebody Set Them Free | If You Love Somebody Set Them Free | If You Love Somebody Set Them Free | If You Love Somebody Set Them Free | If You Love Somebody Set Them Free | If You Love Somebody Set Them Free | If You Love Somebody Set Them Free | If You Love Somebody Set Them Free | If You Love Somebody Set Them Free | If You Love Somebody Set Them Free | If You Love Somebody Set Them Free | 26            | 3                      | 23                       |
| 1985. november 1. | Russians                           | Russians                           | Russians                           | Russians                           | Russians                           | Russians                           | Russians                           | Russians                           | Russians                           | Russians                           | Russians                           | Russians                           | Russians                           | Russians                           | Russians                           | Russians                           | Russians                           | Russians                           | Russians                           | Russians                           | Russians                           | Russians                           | Russians                           | Russians                           | Russians                           | Russians                           | Russians                           | Russians                           | Russians                           | Russians                           | Russians                           | Russians                           | Russians                           | Russians                           | Russians                           | Russians                           | Russians                           | Russians                           | Russians                           | Russians                           | Russians                           | Russians                           | Russians                           | Russians                           | Russians                           | Russians                           | Russians                           | Russians                           | Russians                           | Russians                           | Russians                           | Russians                           | Russians                           | Russians                           | Russians                           | Russians                           | Russians                           | Russians                           | Russians                           | Russians                           | Russians                           | Russians                           | Russians                           | Russians                           | Russians                           | Russians                           | Russians                           | Russians                           | Russians                           | Russians                           | Russians                           | Russians                           | Russians                           | Russians                           | Russians                           | Russians                           | Russians                           | Russians                           | Russians                           | Russians                           | Russians                           | Russians                           | Russians                           | Russians                           | Russians                           | Russians                           | Russians                           | Russians                           | Russians                           | Russians                           | Russians                           | Russians                           | Russians                           | Russians                           | Russians                           | Russians                           | Russians                           | Russians                           | Russians                           | Russians                           | Russians                           | Russians                           | Russians                           | Russians                           | Russians                           | Russians                           | Russians                           | Russians                           | Russians                           | Russians                           | Russians                           | Russians                           | Russians                           | Russians                           | Russians                           | Russians                           | Russians                           | Russians                           | Russians                           | Russians                           | Russians                           | Russians                           | Russians                           | Russians                           | Russians                           | Russians                           | Russians                           | Russians                           | Russians                           | Russians                           | Russians                           | Russians                           | Russians                           | Russians                           | Russians                           | 12            | 16                     | 2                        |
| 1985. október 1.  | Fortress Around Your Heart         | Fortress Around Your Heart         | Fortress Around Your Heart         | Fortress Around Your Heart         | Fortress Around Your Heart         | Fortress Around Your Heart         | Fortress Around Your Heart         | Fortress Around Your Heart         | Fortress Around Your Heart         | Fortress Around Your Heart         | Fortress Around Your Heart         | Fortress Around Your Heart         | Fortress Around Your Heart         | Fortress Around Your Heart         | Fortress Around Your Heart         | Fortress Around Your Heart         | Fortress Around Your Heart         | Fortress Around Your Heart         | Fortress Around Your Heart         | Fortress Around Your Heart         | Fortress Around Your Heart         | Fortress Around Your Heart         | Fortress Around Your Heart         | Fortress Around Your Heart         | Fortress Around Your Heart         | Fortress Around Your Heart         | Fortress Around Your Heart         | Fortress Around Your Heart         | Fortress Around Your Heart         | Fortress Around Your Heart         | Fortress Around Your Heart         | Fortress Around Your Heart         | Fortress Around Your Heart         | Fortress Around Your Heart         | Fortress Around Your Heart         | Fortress Around Your Heart         | Fortress Around Your Heart         | Fortress Around Your Heart         | Fortress Around Your Heart         | Fortress Around Your Heart         | Fortress Around Your Heart         | Fortress Around Your Heart         | Fortress Around Your Heart         | Fortress Around Your Heart         | Fortress Around Your Heart         | Fortress Around Your Heart         | Fortress Around Your Heart         | Fortress Around Your Heart         | Fortress Around Your Heart         | Fortress Around Your Heart         | Fortress Around Your Heart         | Fortress Around Your Heart         | Fortress Around Your Heart         | Fortress Around Your Heart         | Fortress Around Your Heart         | Fortress Around Your Heart         | Fortress Around Your Heart         | Fortress Around Your Heart         | Fortress Around Your Heart         | Fortress Around Your Heart         | Fortress Around Your Heart         | Fortress Around Your Heart         | Fortress Around Your Heart         | Fortress Around Your Heart         | Fortress Around Your Heart         | Fortress Around Your Heart         | Fortress Around Your Heart         | Fortress Around Your Heart         | Fortress Around Your Heart         | Fortress Around Your Heart         | Fortress Around Your Heart         | Fortress Around Your Heart         | Fortress Around Your Heart         | Fortress Around Your Heart         | Fortress Around Your Heart         | Fortress Around Your Heart         | Fortress Around Your Heart         | Fortress Around Your Heart         | Fortress Around Your Heart         | Fortress Around Your Heart         | Fortress Around Your Heart         | Fortress Around Your Heart         | Fortress Around Your Heart         | Fortress Around Your Heart         | Fortress Around Your Heart         | Fortress Around Your Heart         | Fortress Around Your Heart         | Fortress Around Your Heart         | Fortress Around Your Heart         | Fortress Around Your Heart         | Fortress Around Your Heart         | Fortress Around Your Heart         | Fortress Around Your Heart         | Fortress Around Your Heart         | Fortress Around Your Heart         | Fortress Around Your Heart         | Fortress Around Your Heart         | Fortress Around Your Heart         | Fortress Around Your Heart         | Fortress Around Your Heart         | Fortress Around Your Heart         | Fortress Around Your Heart         | Fortress Around Your Heart         | Fortress Around Your Heart         | Fortress Around Your Heart         | Fortress Around Your Heart         | Fortress Around Your Heart         | Fortress Around Your Heart         | Fortress Around Your Heart         | Fortress Around Your Heart         | Fortress Around Your Heart         | Fortress Around Your Heart         | Fortress Around Your Heart         | Fortress Around Your Heart         | Fortress Around Your Heart         | Fortress Around Your Heart         | Fortress Around Your Heart         | Fortress Around Your Heart         | Fortress Around Your Heart         | Fortress Around Your Heart         | Fortress Around Your Heart         | Fortress Around Your Heart         | Fortress Around Your Heart         | Fortress Around Your Heart         | Fortress Around Your Heart         | Fortress Around Your Heart         | Fortress Around Your Heart         | Fortress Around Your Heart         | Fortress Around Your Heart         | Fortress Around Your Heart         | Fortress Around Your Heart         | Fortress Around Your Heart         | Fortress Around Your Heart         | Fortress Around Your Heart         | Fortress Around Your Heart         | 49            | 8                      | -                        |
| 1985. június 1.   | Love Is the Seventh Wave           | Love Is the Seventh Wave           | Love Is the Seventh Wave           | Love Is the Seventh Wave           | Love Is the Seventh Wave           | Love Is the Seventh Wave           | Love Is the Seventh Wave           | Love Is the Seventh Wave           | Love Is the Seventh Wave           | Love Is the Seventh Wave           | Love Is the Seventh Wave           | Love Is the Seventh Wave           | Love Is the Seventh Wave           | Love Is the Seventh Wave           | Love Is the Seventh Wave           | Love Is the Seventh Wave           | Love Is the Seventh Wave           | Love Is the Seventh Wave           | Love Is the Seventh Wave           | Love Is the Seventh Wave           | Love Is the Seventh Wave           | Love Is the Seventh Wave           | Love Is the Seventh Wave           | Love Is the Seventh Wave           | Love Is the Seventh Wave           | Love Is the Seventh Wave           | Love Is the Seventh Wave           | Love Is the Seventh Wave           | Love Is the Seventh Wave           | Love Is the Seventh Wave           | Love Is the Seventh Wave           | Love Is the Seventh Wave           | Love Is the Seventh Wave           | Love Is the Seventh Wave           | Love Is the Seventh Wave           | Love Is the Seventh Wave           | Love Is the Seventh Wave           | Love Is the Seventh Wave           | Love Is the Seventh Wave           | Love Is the Seventh Wave           | Love Is the Seventh Wave           | Love Is the Seventh Wave           | Love Is the Seventh Wave           | Love Is the Seventh Wave           | Love Is the Seventh Wave           | Love Is the Seventh Wave           | Love Is the Seventh Wave           | Love Is the Seventh Wave           | Love Is the Seventh Wave           | Love Is the Seventh Wave           | Love Is the Seventh Wave           | Love Is the Seventh Wave           | Love Is the Seventh Wave           | Love Is the Seventh Wave           | Love Is the Seventh Wave           | Love Is the Seventh Wave           | Love Is the Seventh Wave           | Love Is the Seventh Wave           | Love Is the Seventh Wave           | Love Is the Seventh Wave           | Love Is the Seventh Wave           | Love Is the Seventh Wave           | Love Is the Seventh Wave           | Love Is the Seventh Wave           | Love Is the Seventh Wave           | Love Is the Seventh Wave           | Love Is the Seventh Wave           | Love Is the Seventh Wave           | Love Is the Seventh Wave           | Love Is the Seventh Wave           | Love Is the Seventh Wave           | Love Is the Seventh Wave           | Love Is the Seventh Wave           | Love Is the Seventh Wave           | Love Is the Seventh Wave           | Love Is the Seventh Wave           | Love Is the Seventh Wave           | Love Is the Seventh Wave           | Love Is the Seventh Wave           | Love Is the Seventh Wave           | Love Is the Seventh Wave           | Love Is the Seventh Wave           | Love Is the Seventh Wave           | Love Is the Seventh Wave           | Love Is the Seventh Wave           | Love Is the Seventh Wave           | Love Is the Seventh Wave           | Love Is the Seventh Wave           | Love Is the Seventh Wave           | Love Is the Seventh Wave           | Love Is the Seventh Wave           | Love Is the Seventh Wave           | Love Is the Seventh Wave           | Love Is the Seventh Wave           | Love Is the Seventh Wave           | Love Is the Seventh Wave           | Love Is the Seventh Wave           | Love Is the Seventh Wave           | Love Is the Seventh Wave           | Love Is the Seventh Wave           | Love Is the Seventh Wave           | Love Is the Seventh Wave           | Love Is the Seventh Wave           | Love Is the Seventh Wave           | Love Is the Seventh Wave           | Love Is the Seventh Wave           | Love Is the Seventh Wave           | Love Is the Seventh Wave           | Love Is the Seventh Wave           | Love Is the Seventh Wave           | Love Is the Seventh Wave           | Love Is the Seventh Wave           | Love Is the Seventh Wave           | Love Is the Seventh Wave           | Love Is the Seventh Wave           | Love Is the Seventh Wave           | Love Is the Seventh Wave           | Love Is the Seventh Wave           | Love Is the Seventh Wave           | Love Is the Seventh Wave           | Love Is the Seventh Wave           | Love Is the Seventh Wave           | Love Is the Seventh Wave           | Love Is the Seventh Wave           | Love Is the Seventh Wave           | Love Is the Seventh Wave           | Love Is the Seventh Wave           | Love Is the Seventh Wave           | Love Is the Seventh Wave           | Love Is the Seventh Wave           | Love Is the Seventh Wave           | Love Is the Seventh Wave           | Love Is the Seventh Wave           | Love Is the Seventh Wave           | Love Is the Seventh Wave           | 41            | 17                     | 30                       |
| 1986. február 1.  | Moon Over Bourbon Street           | Moon Over Bourbon Street           | Moon Over Bourbon Street           | Moon Over Bourbon Street           | Moon Over Bourbon Street           | Moon Over Bourbon Street           | Moon Over Bourbon Street           | Moon Over Bourbon Street           | Moon Over Bourbon Street           | Moon Over Bourbon Street           | Moon Over Bourbon Street           | Moon Over Bourbon Street           | Moon Over Bourbon Street           | Moon Over Bourbon Street           | Moon Over Bourbon Street           | Moon Over Bourbon Street           | Moon Over Bourbon Street           | Moon Over Bourbon Street           | Moon Over Bourbon Street           | Moon Over Bourbon Street           | Moon Over Bourbon Street           | Moon Over Bourbon Street           | Moon Over Bourbon Street           | Moon Over Bourbon Street           | Moon Over Bourbon Street           | Moon Over Bourbon Street           | Moon Over Bourbon Street           | Moon Over Bourbon Street           | Moon Over Bourbon Street           | Moon Over Bourbon Street           | Moon Over Bourbon Street           | Moon Over Bourbon Street           | Moon Over Bourbon Street           | Moon Over Bourbon Street           | Moon Over Bourbon Street           | Moon Over Bourbon Street           | Moon Over Bourbon Street           | Moon Over Bourbon Street           | Moon Over Bourbon Street           | Moon Over Bourbon Street           | Moon Over Bourbon Street           | Moon Over Bourbon Street           | Moon Over Bourbon Street           | Moon Over Bourbon Street           | Moon Over Bourbon Street           | Moon Over Bourbon Street           | Moon Over Bourbon Street           | Moon Over Bourbon Street           | Moon Over Bourbon Street           | Moon Over Bourbon Street           | Moon Over Bourbon Street           | Moon Over Bourbon Street           | Moon Over Bourbon Street           | Moon Over Bourbon Street           | Moon Over Bourbon Street           | Moon Over Bourbon Street           | Moon Over Bourbon Street           | Moon Over Bourbon Street           | Moon Over Bourbon Street           | Moon Over Bourbon Street           | Moon Over Bourbon Street           | Moon Over Bourbon Street           | Moon Over Bourbon Street           | Moon Over Bourbon Street           | Moon Over Bourbon Street           | Moon Over Bourbon Street           | Moon Over Bourbon Street           | Moon Over Bourbon Street           | Moon Over Bourbon Street           | Moon Over Bourbon Street           | Moon Over Bourbon Street           | Moon Over Bourbon Street           | Moon Over Bourbon Street           | Moon Over Bourbon Street           | Moon Over Bourbon Street           | Moon Over Bourbon Street           | Moon Over Bourbon Street           | Moon Over Bourbon Street           | Moon Over Bourbon Street           | Moon Over Bourbon Street           | Moon Over Bourbon Street           | Moon Over Bourbon Street           | Moon Over Bourbon Street           | Moon Over Bourbon Street           | Moon Over Bourbon Street           | Moon Over Bourbon Street           | Moon Over Bourbon Street           | Moon Over Bourbon Street           | Moon Over Bourbon Street           | Moon Over Bourbon Street           | Moon Over Bourbon Street           | Moon Over Bourbon Street           | Moon Over Bourbon Street           | Moon Over Bourbon Street           | Moon Over Bourbon Street           | Moon Over Bourbon Street           | Moon Over Bourbon Street           | Moon Over Bourbon Street           | Moon Over Bourbon Street           | Moon Over Bourbon Street           | Moon Over Bourbon Street           | Moon Over Bourbon Street           | Moon Over Bourbon Street           | Moon Over Bourbon Street           | Moon Over Bourbon Street           | Moon Over Bourbon Street           | Moon Over Bourbon Street           | Moon Over Bourbon Street           | Moon Over Bourbon Street           | Moon Over Bourbon Street           | Moon Over Bourbon Street           | Moon Over Bourbon Street           | Moon Over Bourbon Street           | Moon Over Bourbon Street           | Moon Over Bourbon Street           | Moon Over Bourbon Street           | Moon Over Bourbon Street           | Moon Over Bourbon Street           | Moon Over Bourbon Street           | Moon Over Bourbon Street           | Moon Over Bourbon Street           | Moon Over Bourbon Street           | Moon Over Bourbon Street           | Moon Over Bourbon Street           | Moon Over Bourbon Street           | Moon Over Bourbon Street           | Moon Over Bourbon Street           | Moon Over Bourbon Street           | Moon Over Bourbon Street           | Moon Over Bourbon Street           | Moon Over Bourbon Street           | Moon Over Bourbon Street           | Moon Over Bourbon Street           | Moon Over Bourbon Street           | Moon Over Bourbon Street           | 44            | -                      | -                        |

## Előadók
- Sting – vokál, gitár, double bass
- Omar Hakim – dob
- Darryl Jones – basszusgitár
- Kenny Kirkland – billentyűs hangszerek
- Branford Marsalis – szaxofon
- Dollette McDonald – háttérvokál
- Janice Pendarvis – háttérvokál

### Egyéb előadók
- Pete Smith – háttérvokál
- Danny Quatrochi – háttérvokál, synclavier
- Elliot Jones – háttérvokál
- Jane Alexander – háttérvokál
- Vic Garbarini – háttérvokál
- The Nannies Chorus – háttérvokál
- Rosemary Purt – háttérvokál
- Stephanie Crewdson – háttérvokál
- Joe Sumner – háttérvokál
- Kate Sumner – háttérvokál
- Michael Sumner – háttérvokál
- Eddy Grant – konga (7. dal)
- Frank Opolko – harsona (2. dal)

## Producerek, hangmérnökök
- Hangmérnökök – Pete Smith, Jim Scott
- Producerek – Pete Smith, Sting
- Fotográfia – Max Vadukul, Danny Quatrochi
- Művészeti vezető és desing – Michael Ross, Richard Frankel

## Díjak
| Év   | Jelölt                        | Díj                       | Eredmény |
| ---- | ----------------------------- | ------------------------- | -------- |
| 1986 | The Dream of the Blue Turtles | Az év albuma              | jelölés  |
| 1986 |                               | A Legjobb Férfi Pop Vokál | jelölés  |